# Manuel Kantakouzenos
Manuel Kantakouzenos, född 1326, död 1380, var regerande despot av Morea mellan 1354 och 1380.